# Pandemia de gripe A (H1N1) de 2009-2010 en Brasil
La pandemia de gripe A (H1N1), que se inició en 2009, entró en Brasil el 7 de mayo del mismo año. Este fue el 9.º país en reportar casos de gripe A en el continente americano.
La pandemia se inició con dos personas, extendiéndose a otras localidades del país en las siguientes semanas.

## Brote
Dos personas que habían llegado a Brasil desde México con síntomas de una enfermedad indefinida fueron hospitalizados en São Paulo el 25 de abril. Inicialmente se sospechaba que padecían el virus de la gripe porcina.
El Ministerio de Salud de Brasil más tarde emitió un comunicado de prensa declarando que, si bien la causa exacta de los dos pacientes de enfermedades seguía siendo desconocida, "no se ajustan a la definición de los presuntos casos de la gripe A (H1N1) porque no tenían signos y síntomas compatibles con la enfermedad: fiebre superior a 39 °C, acompañadas de tos y / o un dolor de cabeza, dolor articular y muscular ".
El comunicado de prensa también señaló que los aeropuertos se encargarían del seguimiento de los viajeros que llegan de las zonas afectadas, bajo la dirección de la Agencia Nacional de Vigilancia Sanitaria (ANVISA). La tripulación también fue capacitada en las señales y síntomas de la gripe A (H1N1) a fin de poder identificar a los pasajeros con síntomas, para que puedan recibir orientación de la ANVISA a su llegada al país.

## Cronología
El 27 de abril, una persona que había llegado a Salvador, Bahía, de los Estados Unidos fue hospitalizado.
El 7 de mayo, los cuatro primeros casos de gripe A (H1N1) fueron confirmados, dos de ellas del estado de São Paulo, uno de ellos del estado de Río de Janeiro y uno de Minas Gerais. Tres de los pacientes infectados habían viajado recientemente a México y la otra recientemente a los Estados Unidos.
El 8 de mayo, otro caso de gripe A (H1N1) se confirmó, esta vez en el estado de Santa Catarina. El paciente infectado era una niña de siete años, que recientemente había estado en EE. UU. El país contaba ya con otros 30 casos sospechosos. Ese mismo día, el sexto caso de la nueva gripe fue confirmada en Brasil. Este caso fue del estado de Río de Janeiro. Este fue el primer caso autóctono confirmado en el interior del país. Sin embargo, la persona infectada sólo había tenido contacto con un paciente infectado por lo que fue puesto en observación.
El 9 de mayo, además de los casos confirmados, el ministerio de Salud confirmó la existencia de 30 casos sospechosos en el país: São Paulo (12), Paraná (4), Minas Gerais (4), Distrito Federal (2), Goiás (2), Santa Catarina (1), Mato Grosso do Sul (1), Pernambuco (1), Ceará (1), Rondônia (1) y Río de Janeiro (1). Los dos nuevos casos cada uno en Río Grande do Sul y Río de Janeiro.
El 10 de mayo, el ministerio de Salud informó de que los casos sospechosos disminuyó a 18. Esos casos se encontraban ubicados en São Paulo (6), Río de Janeiro (2), Minas Gerais (1), Paraná (1), Distrito Federal (3), Santa Catarina (1), Pernambuco (2), Ceará (1) y Rondonia (1). Ese mismo día, el vuelo de la persona que llegó infectada a Río de Janeiro, se sospechó de más casos probablemente. El 10 de mayo, en la noche, el ministro de Salud confirmó dos casos de la nueva gripe, otro caso en Río de Janeiro, este paciente se contagió luego de tener contacto con otros dos pacientes infectados en Río de Janeiro. La primera persona infectada en Rio Grande do Sul, estuvo por países europeos (Alemania, República Checa, Hungría, Austria, Italia y España) por lo que se pudo infectar ahí, según las autoridades. Como señaló el Ministerio de Salud, el paciente de Rio Grande do Sul se encontraba bien y mostró los primeros síntomas, el 3 de mayo en Italia. Al 10 de mayo, el país contaba con 8 casos confirmados y 22 casos sospechosos. Los casos sospechosos se encontraban en São Paulo (10), Río de Janeiro (2), Paraná (1), Distrito Federal (3), Alagoas (1), Pernambuco (3), Ceará (1) y Rondônia (1).
El 11 de mayo, el ministro de Salud confirmó la existencia de 34 casos sospechosos en Brasil. São Paulo (14), Distrito Federal (4), Río de Janeiro (4), Alagoas (2), Minas Gerais (2), Paraná (2), Pernambuco (2), Ceará (1) y Rondônia (1). Ese mismo día se confirmó también que una mujer con la gripe A (H1N1) en Río tenía con neumonía, pero su estado era estable.
El 13 de mayo, el ministro de Salud confirmó la existencia de 37 casos sospechosos en Brasil. São Paulo (14), Distrito Federal (4), Río de Janeiro (3), Alagoas (2), Minas Gerais (7), Pernambuco (3), Ceará (1), Pará (1), Río Grande do Sul (1) y Rondônia (1).
El 27 de mayo, el ministro de Salud confirmó la existencia de más de dos casos confirmados de la gripe A (H1N1) en Brasil, ambos en São Paulo y Río de Janeiro. Ambos casos eran pacientes que habían estado recientemente en los Estados Unidos.
El 28 de mayo, se confirmaron cuatro casos más en el país, uno en Santa Catarina y los otros tres en São Paulo. Ambos casos, procedían de los Estados Unidos. La persona infectada en São Paulo era un chico de 16 años de edad, los otros tres eran adultos.
El 29 de mayo, el ministro de Salud confirmó el decimoquinto caso en Brasil, en Río de Janeiro, y el tercer caso de transmisión sin haber estado fuera del país.
El 30 de mayo, se confirman otros 5 casos, el primero en Tocantins, tras haberse contagiado en los EE. UU. De esos casos, 2 eran de Sao Paulo y los otros dos de Santa Catarina.
El 2 de junio, 3 casos fueron confirmados, dos en  Río de Janeiro y otro en São Paulo; el caso de São Paulo lo contrajo dentro del país. El 3 de junio, fueron confirmados en São Paulo y otro el 4 de junio. También se confirmaron los primeros dos casos en Mato Grosso. Por lo que el número de casos confirmados en el Brasil incrementó a 28.
El 14 de junio, Brasil reportó otros 11 casos nuevos, elevando el número de infectados a 69 en todo el país."Estos 11 pacientes fueron infectados por el virus (H1N1) en el exterior. Todos los pacientes están bajo tratamiento y se encuentran bien", dijo el ministerio en una nota oficial, para añadir que en solamente 17 de los 69 casos hubo "transmisión autóctona".
El 28 de junio fue anunciada la primera muerte a causa de la pandemia de gripe A (H1N1): un joven camionero de 29 años de edad que murió en Passo Fundo, RS.
El día 30 de junio se reportan otros 55 nuevos casos, subiendo el número de infectados por la pandemia a 680 en el país.

El 1 de julio el gobierno brasileño reportó 694 casos (14 más comparados con el día anterior).
Hasta el 27 de abril de 2010 (fecha de la última actualización), Brasil confirmó 58.178 casos y 2.101 muertes por la gripe A (H1N1).

## Muertes
El 28 de junio de 2009, Brasil registró su primera muerte por influenza A (H1N1), después de que un hombre de 29 años sucumbiera al virus tras contagiarse en Argentina, informaron las autoridades sanitarias. El hombre mostró síntomas por primera vez el 15 de junio durante un viaje a Argentina.
El 10 de julio las autoridades sanitarias de Brasil confirmaron que una niña de 11 años de edad fue la segunda víctima fatal de la gripe A en el país. La niña murió el 30 de junio en el municipio de Osasco, en el área metropolitana de São Paulo, según detalló el secretario de Salud de São Paulo, Luiz Roberto Barrada.
El 13 de julio, la Secretaría de Salud del estado de Río Grande do Sul confirmó la tercera muerte en el país por la influenza A (H1N1), siendo un menor de nueve años de edad que falleció el 5 de julio.
El 21 de julio se confirmaron más muertes en Brasil, aumentando a 22.

## Mutación
El 16 de junio, Investigadores del Instituto Adolfo Lutz de São Paulo dijeron que habían identificado un "número discreto de alteraciones" en el virus de la gripe A (H1N1), tras aislar una muestra obtenida en la ciudad y compararla con la primera cepa identificada en Estados Unidos. El análisis de la variedad, denominada "influenza A/Sao Paulo/H1N1", no presentó una capacidad de infección mayor que el tipo identificado en California, informaron los investigadores.
Los científicos brasileños consiguieron aislar y describir una secuencia genética del virus de la gripe A y detectaron una mutación. Los Técnicos del Instituto Adolfo Lutz, dependiente de la Secretaría de Salud del estado de Sao Paulo, informaron en una conferencia de prensa que por primera vez consiguieron la caracterización del virus AH1N1. "Este trabajo es de extrema importancia para monitorear el comportamiento del virus, lo que va a contribuir a la producción de la vacuna y para evaluar la respuesta a los medicamentos antivirales", dijo la coordinadora del Departamento de Control de Enfermedades de São Paulo.

### Otros
- Gripe A (H1N1), en la Organización Mundial de la Salud
- Fases pandémicas de la OMS
- Influenza Research Database Database of influenza sequences and related information.
- Centers for Disease Control and Prevention (CDC): Swine Influenza (Flu) (inglés)
- Medical Encyclopedia Medline Plus: Swine Flu (inglés)
- Medical Encyclopedia WebMD: Swine Flu Center (inglés)
- Organización Mundial de la Salud (OMS): Gripe porcina (español)
- Centros para el Control y la Prevención de Enfermedades: Influenza A (H1N1) (gripe A H1N1) (español)
- Enciclopedia Médica Medline Plus: Gripe porcina (español)

- Datos: Q4615343
- Multimedia: 2009 swine flu outbreak in Brazil / Q4615343